# Pignon
Pignon, in creolo haitiano Piyon, è un comune di Haiti facente parte dell'arrondissement di Saint-Raphaël nel dipartimento del Nord.